# Tetraommatus testaceus
Tetraommatus testaceus là một loài bọ cánh cứng trong họ Cerambycidae.